# Mareb
Mareb je rijeka u Istočnoj Africi koja većim dijelom teče kao granična rijeka između Eritreje i Etiopije, a zatim prelazi u Sudan u čijem pijesku nestaje ne dospijevajući do Nila.

## Zemljopisne osobine
Rijeka izvire sjeverno od Amba Takare u središnjoj Eritreji, 80 km istočno od zaljeva Zule na Crvenom moru i u početku teče na jug do etiopiske granice. Zatim teče prema zapadu uz granicu Eritreje do pješčanih ravnica u blizini sudanskog grada Kasale gdje se rijeka gubi u pijesku ne dospijevajući do Nila.
Rijeka Mareb suha je velik dio godine, ali za kišne sezone plavi lijevi dio obale (etiopski teritorij).
Glavni su pritoci Mareba rijeka Obel s desne, eritrejske strane i rijeke Sarana, Balasa, Mai Šaveš i Engveja s lijeve, etiopske strane.
Tok rijeke Mareb dijeli se na tri dijela:
- Prvi dio, zvan Mareb, dug je oko 175 km od izvora na planini Amba Takari na visini od 2042 m do mjesta Arakebua. U ovom dijelu rijeka ima vode tijekom cijele godine, iako ne osobito mnogo.

- Drugi dio (ovdje se rijeka zove Sona) dug je oko 240 km i teče kroz područje Kuname u Eritreji; u ovom dijelu rijeka povremeno presuši.

- Treći dio (ovdje se rijeka zove Gaš / al-Qash), završni tok rijeke kroz Sudanske ravnice u čijem pijesku sjeverno kod grada Kasale rijeka nestaje. U ovom dijelu rijeka ima vode samo od lipnja do rujna dok traje kišna sezona na Etiopskoj visoravni.

U povijesti je ova rijeka bila granicom između dviju zasebnih regija, Bahr Negasha (tigrinja: Morsko kraljevstvo, zvano i Medri Bahri Zemlja uz more) sjeverno od rijeke i Tigraja južno od rijeke.